# Hugh de Neville
Hugh de Neville (a veces Hugh Neville; fallecido en 1234) fue el Jefe de Guardabosques del Reino de Inglaterra durante los reinados de Ricardo I, Juan I y Enrique III. También fue el sheriff de varios condados durante su vida. Relacionado con varios otros oficiales reales así como a un obispo, Neville era un miembro de la casa real del Príncipe Ricardo. Después de que Ricardo se convirtiera en rey en 1189, Neville continuó a su servicio y le acompañó a la Tercera Cruzada. 
Neville siguió en el servicio real después de la muerte de Ricardo en 1199 y la ascensión de Juan al trono, pasando a ser uno de los favoritos del nuevo rey. Su nombre aparece en la Carta Magna como uno de los principales consejeros de Juan, considerado por un cronista medieval como uno de los "malos consejeros" del monarca. Se alejó de Juan después de la invasión francesa a Inglaterra en 1216, pero regresó para jurar lealtad a su hijo, Enrique III, después de la ascensión al trono de este más adelante ese mismo año. Neville continuó su servicio real hasta su muerte en 1234, aunque para entonces era una figura menos importante de lo que había sido antes.

## Carrera y primeros años
Neville era el hijo de un tal Ralph de Neville (no se lo debe confundir con Ralph Neville), hijo a su vez de Alan de Neville, que también era Jefe de Guardabosques. Hugh tuvo un hermano, Roger de Neville, que fue parte de la casa de Hugh de 1202 a 1213, cuando a Roger le fue dada la custodia del Castillo de Rockingham por el rey Juan I. Otro hermano era William, a quien se le dieron algunas de las tierras de Hugh en 1217. Hugh, Roger y William estaban relacionados con un cierto número de otros oficiales reales y clérigos, como Geoffrey de Neville, chambelán real, o Ralph de Neville, quien se convirtió en Obispo de Chichester. Hugh de Neville empleó a Ralph de Neville en el inicio de la carrera de este último, y parece que los dos tuvieron una buena relación durante el resto de la vida de Hugh.
Hugh de Neville era un miembro de la casa del Príncipe Ricardo, más tarde Ricardo I, y también estuvo al servicio de su padre y anterior rey, Enrique II, administrando dos baronías al final del reinado de este. Neville acompañó a Ricardo en la Tercera Cruzada; fue uno de los pocos caballeros que luchó junto al rey el 5 de agosto de 1192 fuera de las paredes de Jaffa, cuando el rey y una fuerza pequeña de caballeros y ballesteros lucharon contra un ataque sorpresa de las fuerzas de Saladino. Fue difundido ampliamente que durante la batalla Saladino envió dos monturas a Ricardo para evitar que el monarca inglés combatiera a pie. El relato de Neville sobre estos acontecimientos fue una fuente para el cronista Ralph de Coggeshall sobre la participación de Ricardo en la Tercera Cruzada.
En 1194, Neville adquirió la tutela de Joan de Cornhill, hija de Henry de Cornhill, y se casó con ella cuatro años más tarde. También en 1194 le fue dada la custodia de la ciudad de Marlborough, en Wiltshire, y en 1196 fue nombrado Sheriff de Oxfordshire. También fue nombrado en 1197 Sheriff de Essex y Sheriff de Hertfordshire, cargos que ostentó hasta el año 1200.

## Jefe de Guardabosques

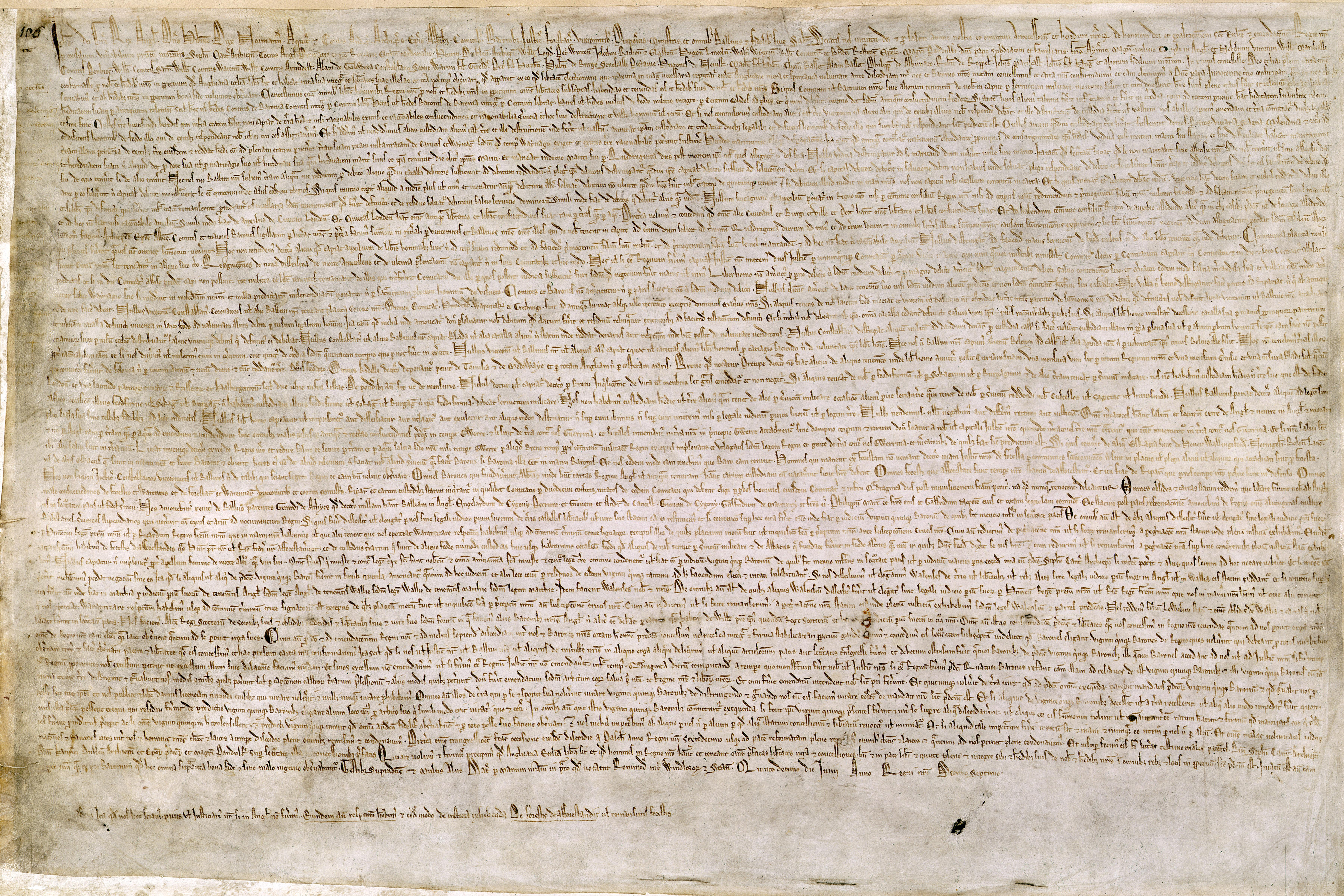
Una copia de la Carta Magna, donde se menciona a Neville como uno de los concejales reales

Neville fue nombrado Jefe de Guardabosques por el rey Ricardo I en 1198. Como oficial a cargo de los bosques reales, era uno de los cuatro grandes oficiales del estado: los otros eran el justicia, el canciller y el tesorero. El Guardabosques era responsable de aplicar la Ley de bosques, ley especial que se aplicaba a los bosques reales [más bajos-alfa 2], y presidía sobre los tribunales itinerantes conformados por jueces forestales. Había también un échiquier. En 1198 Neville presidió sobre una corte Assize del Bosque, que fue descrita por el cronista Roger de Hoveden como muy opresiva. Los ingresos podrían ser considerables; en 1198 el eyre de bosques ingresó 1980 libras esterlinas. Neville declaró en 1208 que durante los últimos seis años y medio los bosques habían ingresado 15.000 libras en ganancias; para 1212 los bosques tuvieron 4.486 libras de ganancias. Los súbditos del rey resintieron la Ley de bosques, no solo por su dureza, sino también por su amplio alcance en el reino. Se aplicaba no solo a los bosques en si, puesto que para el siglo XII la ley abarcaba entre un cuarto y un tercio de todo el reino. La extensión de esta ley permitió a los reyes de las casas de Anjou y Normandía extraer grandes cantidades de dinero para financiar sus reinados.
Neville continuó a cargo de la oficina de Jefe de Guardabosques durante el reinado de Juan I, y acompañaba a menudo al rey en sus juegos de apuestas. Fue un testigo frecuente en las cartas reales de Juan. También durante el reinado de Juan, Neville fue nombrado Sheriff de Hampshire en 1210, y Sheriff de Cumberland, cargos de los cuales fue apartado en 1212. También fue renombrado Sheriff de Essex y Hertfordshire en 1202, cargos que ocupó hasta 1203.
En 1210 el rey Juan multó a Neville con 1000 marcos porque dejó que Peter des Roches, el Obispo de Winchester, cercara tierras de caza sin permiso real; a pesar de que Roches era cercano al rey, su acción era una infracción a la Ley de Bosques Reales. La gran multa impuesta a Neville era probablemente una advertencia de que el rey tenía serias intenciones de aplicar la Ley de Bosques, pero finalmente la multa fue retirada. En 1213 Neville fue puesto a cargo de los puertos marítimos a lo largo de la costa inglesa que va de Cornualles a Hampshire, pero parece que en algún momento de 1213 perdió el favor real, aunque las causas de ello son desconocidas. Recibió una multa de 6000 marcos debido a que, entre otras infracciones, dejó escapar a dos presos, pero el rey le regresó 1000 marcos posteriormente. En 1215 Neville perdió su cargo de Jefe de Guardabosques. Neville estaba presente en Runnymede para la firma de la Carta Magna y fue mencionado en el preámbulo como uno de los consejeros del rey Juan, así como sirviendo como testigo del documento. Roger de Wendover, un cronista que escribió en 1211, listó a Neville como uno de los "consejeros malvados" del rey Juan.

## Servicio real a fines del reinado de Juan y durante el reinado de Enrique III
La manera de gobernar de Juan, y sus derrotas en la Europa continental en 1214, trajeron como consecuencia el alejamiento de muchos de sus nobles. Inicialmente, una parte de los barones forzó a Juan a firmar la Carta Magna para evitar un gobierno caprichoso del rey. Aun así, después de aceptar las demandas de los barones, Juan se aseguró de que el papa anulara el documento más adelante en 1215. Entonces los barones invitaron a Luis VIII de Francia para que tomara el trono inglés, y Luis arribó a Inglaterra con un ejército en mayo de 1216.
Neville se unió a los barones rebeldes en 1216, poco después de la llegada del príncipe Luis. Neville entregó el castillo Marlborough, un castillo real bajo su custodia, al príncipe Luis a mediados de 1216. El príncipe no había asediado el castillo, por lo que parece que Neville tomó la iniciativa de hacer oberturas al príncipe. Cuando Juan oyó sobre el cambio de bando de Neville, confiscó todo las tierras que este había recibido directamente del rey el 8 de julio de 1216. El 4 de septiembre de 1216 el rey fue más allá al confiscar tierras que habían pertenecido a otros rebeldes y habían sido concedidas a Neville antes de la rendición del castillo Marlborough; algunas fueron entregadas a William, su hermano. Herbert, el hijo de Hugh de Neville, también se unió a los rebeldes.
Después de la muerte de Juan en octubre de 1216, Neville y su hijo se pusieron al servicio del nuevo rey, Enrique III, hijo de Juan. Ambos tuvieron sus tierras restauradas en 1217, pero los cargos que Hugh de Neville había ostentado no fueron restaurados inmediatamente. La custodia de algunos bosques reales le fue regresada en 1220, pero el cargo de Jefe de Guardabosques no le fue regresado hasta algún tiempo más tarde. En 1218 se suponía que tendría de nuevo bajo su custodia el bosque de Rockingham, pero William de Forz, Conde de Aumale, se negó a regresarlo. No fue sino hasta 1220 que de Neville consiguió recuperar la custodia del bosque de Rockingham. Para 1224 Neville era una vez más Jefe de Guardabosques, pero nunca recuperó el poder y la influencia que había tenido bajo el reinado de Juan. No está claro cuándo es que perdió el cargo por segunda vez. El historiador C. R. Young afirma que ostentó el cargo hasta su muerte en 1234, cuando pasó a su hijo Juan, pero Daniel Crook escribió en el Diccionario Biográfico de Oxford que Neville perdió el cargo de Jefe de Guardabosques en 1229, para ser reemplazado por John de Monmouth y Brien de Lisle. También sirvió como Sheriff de Lincolnshire.

## Muerte y legado
La primera mujer de Neville, Joan de Cornhill, murió después de diciembre de 1224. Algún tiempo antes de abril de 1230 se casó con Beatrice, la viuda de Ralph de Fay y una de las cinco hijas de Stephen de Turnham. Joan y Neville tuvieron al menos tres hijos: Juan, Henry y Herbert. Neville también tuvo una hija llamada Joan.
Neville murió en 1234, aunque su muerte fue incorrectamente fechada por Mateo de París en 1222. Neville fue enterrado en la Abadía de Waltham, de la cual había sido un patrón. Además de Waltham, también hizo donaciones a la Iglesia Prioral de Cristo en Canterbury. El historiador Sidney Painter dijo sobre la carrera de Neville durante el reinado de Juan que "se puede adelantar un fuerte argumento en la tesis de que el oficial real que más poder real tuvo durante el reinado de Juan fue el Jefe de Guardabosques, Hugh de Neville". Otro historiador, J. R. Maddicott, declara que Neville fue la cabeza de "una de las más detestadas ramas de la administración real".